# Strigoli (pasta)
Gli strigoli sono un tipo di pasta tradizionale del Veneto e del Trentino.
Si preparano strofinando tra le mani delle listarelle di impasto larghe due centimetri. Successivamente le spirali di pasta che se ne ricavano vengono tagliate a pezzi lunghi circa 5 centimetri.